# K-MIX Rainbow Fly-Day
K-MIX Rainbow Fly-Day（ケイミックス・レインボー・フライデー）は、静岡エフエム放送（K-MIX）が金曜日の13時00分 - 17時20分に放送していたラジオ番組である。
2013年4月より、時間枠を拡大しリニューアル、「K-mix Rainbow Fly-Day DX」へと改題した。

## シリーズ概要
- K-MIX 8×8「甲斐名都 よりみちroom」を5年間担当したシンガーソングライター・甲斐名都（現・kainatsu）をパーソナリティに迎え、2011年4月に生ワイド番組として開始。
- 終了した前番組「K-MIX SHIZUOKA TOP40」は、番組内コーナー「SHIZUOKA TOP40」として継続されている。
- K-mix本社1階のオープンスタジオ「ビュースタ」から公開生放送。
- 2013年4月改編期より、放送時間枠を拡大してリニューアルした。

## K-MIX Rainbow Fly-Day
K-MIX Rainbow Fly-Day（ケイミックス・レインボー・フライデー）は、静岡エフエム放送（K-MIX）が金曜日の13時00分 - 17時20分に放送していたラジオ番組である。

### パーソナリティ
- kainatsu（甲斐名都）

### 付記
- TOKYO FM制作の番組『石井スポーツグループ presents 山小屋通信』が13時55分より14時まで、『鈴木おさむのちょっと元気になる言葉』が14時55分より15時まで内包されていた。過去には『Lawson select Sweet Kitchen』が14時55分より15時まで内包されていた。
- 2012年3月30日は、「K-MIX SPRING SPECIAL FULL TIME REQUEST『フルリク・サンシ！』」（9:30 - 17:20）放送のため、番組は休止した。
- 2013年3月1日、「Jリーグ開幕直前Special」と題して放送。ゲスト＝新井真奈美（Ole Ole Jubilo）、スナオマサカズ（ISSO! S-PULSE）。

### タイムテーブル
13時台 Music
- 13:20頃 - LIVE INFORMATION
県内で行われるコンサートの先行予約情報。休止あり。
- 13:30頃 - Love Affair〜秘密のミート〜
ディレクターが選曲した3曲を（事前に情報を与えず）甲斐に聴かせ、甲斐が1曲を選び感想を述べる。
- 13:55 - 石井スポーツグループ presents 山小屋通信（TOKYO FM制作）

14時台 Countdown
- 14:10頃 - SHIZUOKA TOP40
- 14:55 - 鈴木おさむのちょっと元気になる言葉（TOKYO FM制作）

15時台 Humor
- 15:10頃 - ハッシュタグ・ニジキン
週替わりのテーマを設け、Twitterで回答を募集・紹介。ネタ投稿コーナー。
- 15:30頃 - NIJIKIN Diary
リスナーからのメッセージを甲斐が朗読。
- 15:50頃 - プラウド presents 教えて! 今週のお買い得車情報

16時台 Monthly Program
- 16:30頃 - Monthly Nijikin Project
週替わりのコーナー。
  - 第1金曜：NIJIKIN CLUB
kainatsu選曲による20分間のノンストップ・ミュージック。
  - 第2金曜：NIJIKIN TALK SESSION
ゲストとトークセッションを繰り広げる。
  - 第3金曜：LIVE HOUSE NIJIKIN
kainatsuの弾き語りライブ。
  - 第4金曜：NIJIKIN SCOPE
当月気になったニュースや出来事をピックアップして、リスナーとディスカッションする。
  - 第5金曜：NIJIKIN虎の巻
リクエストコーナー。

17時台 Call the Listener
- 17:00頃 - NIJIKINバトン
逆電コーナー。週替わりのカテゴリーに当てはまるリスナーに電話し、パーソナリティと会話をする。

その他
- ニュース：14:00／15:00（時報の後CMを挟む）／16:00
- 交通情報・天気予報：14:03頃／15:03頃／16:03頃／16:55

### 終了したコーナー
- 16:30頃 - 静岡女子化計画（第２週）
静岡県内の頑張る女性とトークセッションを繰り広げる。2012年3月終了。
- 16:30頃 - TSUTAYA presents NIJIKIN レビュー（第４週）
2012年3月終了。
- 17:00頃 - NIJIKINあれこれ自慢
番組冒頭に行われるくじ引きで決定された静岡県内の市区町に住むリスナーに電話し、郷土の自慢を聞く。全市町が出揃い、2012年1月27日放送で終了[1]。

## K-mix Rainbow Fly-Day DX
K-mix Rainbow Fly-Day DX（ケイミックス・レインボー・フライデー・デラックス）は、静岡エフエム放送（K-mix）が金曜日の11時30分〜17時20分に放送しているラジオ番組である。

### 概要
- 11:30開始により、番組枠が90分拡大。
- パーソナリティが2名体制となる。

### 出演者
パーソナリティ
- kainatsu（甲斐名都）
- 辰巳健太郎[2][3][4] - ラジオ番組制作ディレクター
ラジオパーソナリティは初挑戦である。

レギュラーゲスト
- 澤田達哉 - 「NIJIKIN FOOTBALL PARK」コーナー（隔週）
K-MIX SHIZUOKA TOP40の元パーソナリティ。

### タイムテーブル
2013年5月現在。時間は前後する。
- 11:30 - オープニング
- 11:41 - Live Information
コンサートの先行予約情報。
- 12:00 - K-mix Traffic & Weather Information
- 12:04 - K-mix HEADLINE NEWS
- 12:10 -
- 12:25 - NIJIKIN TALK SESSION
- 12:55 - 快適生活ラジオショッピング
- 13:00 - K-mix Traffic & Weather Information
- 13:03 - K-mix HEADLINE NEWS
- 13:08 -
- 13:24 - SHIZUOKA TOP40 part1
- 14:00 - K-mix Traffic & Weather Information
- 14:03 - K-mix HEADLINE NEWS
- 14:08 -
- 14:09 - SHIZUOKA TOP40 part2
- 14:55 - 鈴木おさむのちょっと元気になる言葉（TOKYO FM制作・同時ネット）
- 15:00 - K-mix Traffic & Weather Information
- 15:03 - K-mix HEADLINE NEWS
- 15:08 -
- 15:09 - CATCH UP! SHIZUOKA
県内の催事情報。
- 15:33 - NIJIKIN FOOTBALL PARK
サッカー情報・談義。隔週ゲスト＝澤田達哉。
- 15:46 - プラウド presents 教えて！今週のお買い得車情報
中古車情報。
- 16:00 - K-mix Traffic & Weather Information
- 16:03 - K-mix HEADLINE NEWS
- 16:08 -
- 16:09 - NIJIKIN ANTENNA BOX
- 16:35 - ローソンにちょっと寄ってくら!?
ローソンの商品情報。クイズを出題し、リスナーに逆電。
- 16:55 - K-mix Traffic & Weather Information
- 17:xx - エンディング

## 備考
- SHIZUOKA TOP40の2013年2月22日付ランキングにて、kainatsuの「愛すべき君のグレーゾーン」が4週連続の首位を獲得した[5]。